# راه‌کلا
راه‌کلا، روستایی است از توابع بخش لاله‌آباد شهرستان بابل در استان مازندران ایران واقع شده است.

## جمعیت
این روستا در دهستان کاری‌پی قرار دارد و براساس سرشماری مرکز آمار ایران در سال ۱۳۸۵، جمعیت آن ۴۴۶ نفر (۱۱۸خانوار) بوده‌است. شغل اکثریت مردم این روستا، دامداری و کشاورزی است.